# Charles Fryatt
Charles Algernon Fryatt kapitány (Southampton, 1872. december 2. – Brugge, 1916. július 27.) első világháborús hős. A kapitány hőstette abban állt, hogy 1915. március 28-án a Southampton-Rotterdam útvonalon közlekedő Brussels nevű gőzhajójával találkozott egy német tengeralattjáróval. A német jármű megadta a jelzést, mely szerint a Brusselsnek meg kellett volna állnia. A kapitány viszont szembefordult a tengeralattjáróval, ami (mivel mást nem is tehetett) lejjebbmerült, és később megpróbálta a hajót megtorpedózni. Ezután a kapitányt hazájában mindenki ünnepelte. A Daily Mirror leközölte a kapitány fényképét ezzel a szöveggel: Aki erősebb a németeknél!
Viszont 1916. június 23-án Rotterdamból Southamptonba tartott, amikor véletlenül egy német romboló észrevette. A kapitány tisztán látta a helyzetet, ezért megadta magát. Elfogták, majd a belgiumi Zeebruggéba internálták. Innen írt feleségének egy levelet, melyben megnyugtatja: hazatér. Viszont nem így történt. A kapitányt (civil létére) haditörvényszék elé állították, és halálra ítélték. Holttestét a németek a belga hatóságoknak, akik pedig a Fryatt családnak adták át. A kapitányt az essexi Dovercourtben temették el ott áll ma is a sírja.
Fryatt kapitány halála óriási felháborodás idézett elő (készült a nyugati fronton egy kép, melyen három katona látható, és a lőszerekre az van írva: Fryatt kapitányért!). Később a német hatóságok is elismerték a jogtalan ítéletet. Nem sokkal a kapitány halála után a kapitány felesége kapott egy levelet. A német lelkésztől jött, aki ott volt a férje halálánál.
Máig megtekinthető a londoni Victoria pályaudvaron egy tábla, melyet a kapitány halála után állítottak nem sokkal.